# كوبيك كوربوريشن
 كوبيك كوربوريشن (Cubic Corporation) هي شركة أمريكية تأسست عام 1951 في مدينة سان دييغو، كاليفورنيا بالولايات المتحدة الأمريكية. يتمثل نشاط الشركة الرئيسي في مجال تصميم وتطوير وتصنيع نظم التكنولوجيا المتطورة وتقدم منتجاتها وخدماتها للحكومات والعملاء التجاريين.وهي الشركة الأم لقطاعاين رئيسيين ومن فرعها كوبيك ترنسبرتيشن سيستمس (Cubic Transportation Systems) و كويبك غلوبل ديفنس (Cubic Global Defense).

## لمحة عامة
بعد أن كانت شركة عامة منذ عام 1959، أصبحت الشركة ملكية خاصة في مايو 2021 بعد شراءها من قبل شركتي الاستثمارات الخاصة Veritas Capital وEvergreen Cost Capital في عام 2022.